# Raissa Lwowna Berg

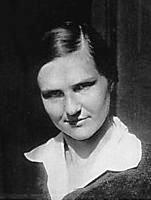
Raissa Lwowna Berg (1940)

Raissa Lwowna Berg (russisch Раиса Львовна Берг; * 27. Märzjul. / 9. April 1913greg. in St. Petersburg; † 1. März 2006 in Paris) war eine sowjetisch-US-amerikanisch-französische Genetikerin und Hochschullehrerin.

## Leben
Raissa Bergs Eltern Lew Semjonowitsch Berg und Paulina Adolfowna (Awraamowna) geborene Katlowker (1881–1943), Nichte des Herausgebers Benedikt Awraamowitsch Katlowker, stammten aus jüdischen Familien im Ansiedlungsrayon. Lew Berg ließ sich lutherisch taufen, um in Moskau studieren zu können, und wurde Zoologe und Geograph. Sechs Wochen nach Raissas Geburt trennten sich die Eltern, worauf der Vater das Sorgerecht behielt. Raissa und ihr älterer Bruder Simon waren lutherisch getauft und wurden von der väterlichen Großmutter Klara Lwowna Berg und ab 1923 von der Stiefmutter Marija Michailowna Iwanowna erzogen. Raissa Berg besuchte eine lutherische Schule in St. Petersburg (Annenschule oder Petrischule) mit Abschluss 1929.
Berg studierte an der Universität Leningrad (LGU) mit Abschluss 1935 bei Hermann Joseph Muller in der Fachrichtung Genetik der Tiere. Es folgte dort die Aspirantur bei Nikolai Iwanowitsch Wawilow, die sie 1939 mit Verteidigung ihrer Dissertation über die genetischen Unterschiede der Wildpopulation und der Laborpopulation der Drosophila melanogaster und Promotion zur Kandidatin der biologischen Wissenschaften abschloss.
Nach dem Studium arbeitete Berg im Sewerzow-Institut für evolutionäre Morphologie der Tiere in Moskau bei Iwan Iwanowitsch Schmalhausen und begann ihre Doktor-Arbeit über die Art als evolutionäres System. Nach Beginn des Deutsch-Sowjetischen Kriegs 1941 wurde das Institut nach Kasachstan evakuiert. 1942 kehrte Berg nach Moskau zurück und arbeitete weiter an ihrer Doktor-Arbeit.
1944–1947 war Berg wissenschaftliche Mitarbeiterin im Sewerzow-Institut für evolutionäre Morphologie der Tiere in Moskau. Sie war Dozentin am Lehrstuhl für Zoologie und Darwinismus des Staatlichen Pädagogischen Herzen-Instituts Leningrad (LGPI). Sie war 1945–1952 verheiratet mit dem Genetiker Walentin Sergejewitsch Kirpitschnikow, mit dem sie zwei Töchter bekam.
Nach der berüchtigte Augustsitzung der Allunionsakademie für Landwirtschaftswissenschaften (WASChNIL) 1948 mit Trofim Denissowitsch Lyssenkos Geleitrede „Über die Situation der Biologie“ wurden die die wissenschaftliche Genetik vertretenden Wissenschaftler und auch Berg aus ihren Ämtern entlassen. 1949 war Berg zeitweise Mitarbeiterin im Allunionsforschungsinstitut für See- und Flussfischwirtschaft.
Nach Stalins Tod 1953 wurde Berg 1954 Assistentin und 1957 Dozentin am Lehrstuhl für Darwinismus der Fakultät für Biologie und Bodenkunde der LGU. 1960 wurde sie Mitarbeiterin des Forschungsinstituts für Biologie der LGU. Im Herbst 1962 lebte in ihrer Datsche in Komarowo der Dichter Joseph Brodsky und schrieb seine Lieder über einen glücklichen Winter.
1963 organisierte Berg und leitete dann in Nowosibirsk das Laboratorium für Populationsgenetik des Instituts für Zytologie und Genetik der Sibirischen Abteilung (SO) der Akademie der Wissenschaften der UdSSR (AN-SSSR, seit 1991 Russische Akademie der Wissenschaften (RAN)). 1964 verteidigte sie ihre Doktor-Dissertation und wurde zur Doktorin der biologischen Wissenschaften promoviert. Darauf wurde sie 1965 Professorin des Lehrstuhls für allgemeine Biologie und 1967 des Lehrstuhls für Zytologie und Genetik der Fakultät für Naturwissenschaften der Staatlichen Universität Nowosibirsk (NGU). Bei ihr trafen sich Dissidenten, und 1967 unterzeichnete sie den Brief der 46 gegen Gesetzesverstöße in der UdSSR. worauf sie Nowosibirsk verlassen musste.
1968 wurde Berg Professorin am LGPI. Dazu war sie 1968–1970 Gruppenleiterin im Leningrader Agrophysik-Institut der WASChNIL. 1968 wurde sie von der Arbeit freigestellt, nachdem sie den Kollektivbrief der wissenschaftlich Arbeitenden zur Verteidigung der politischen Gefangenen Alexander Iljitsch Ginsburg (verurteilt nach Herausgabe des Weißbuchs über den politischen Prozess gegen Andrei Donatowitsch Sinjawski und Juli Markowitsch Daniel), Juri Timofejewitsch Galanskow und Wera Iossifowna Laschkowa.
Im Dezember 1974 emigrierte Berg in die USA. Sie arbeitete an der University of Wisconsin–Madison (1976–1981), an der Washington University in St. Louis (1981–1985) und an der University of Missouri–St. Louis (1985–1994).
Ab 1994 lebte Berg in Frankreich.
Bergs Sohn Dmitri Dmitrijewitsch Kwassow (1932–1989) war Geograph und verfasste ein Buch über seinen Großvater Lew Berg und Monografien über die Seen Osteuropas und Sibiriens.
Berg wurde auf dem Pariser Friedhof Père-Lachaise begraben.

## Ehrungen, Preise
- Medaille „Für heldenmütige Arbeit im Großen Vaterländischen Krieg 1941–1945“ (1946)
- Orden der Völkerfreundschaft (1990)[3]